# Ida Aalle-Teljo

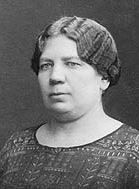
Ida Aalle-Teljo

Ida Sofia Aalle-Teljo (nhũ danh Ahlstedt; 6 tháng 5 năm 1875, Nurmijärvi - 17 tháng 6 năm 1955) là một chính trị gia Phần Lan. Bà là thành viên của Quốc hội Phần Lan từ năm 1907 đến năm 1917. Trong Nội chiến Phần Lan, bà là thành viên của Hội đồng Công nhân Tối cao, là Nghị viện của Phần Lan Đỏ. Khi phe Đỏ thua trận, bà chạy sang nước Nga Xô Viết nhưng quay trở lại Phần Lan vào năm 1919, sau đó bà bị bắt giam từ năm 1919 đến năm 1922 vì vai trò của bà trong chính quyền của Phần Lan Đỏ.